# Gare d'Iwamizawa
La gare d'Iwamizawa (岩見沢駅, Iwamizawa-eki) est une gare ferroviaire située dans la ville d'Iwamizawa, à Hokkaidō au Japon. Elle est exploitée par la compagnie JR Hokkaido.

## Situation ferroviaire
La gare est située au point kilométrique (PK) 326,9 de la ligne principale Hakodate. Elle marque la fin de la ligne principale Muroran.

## Historique
La gare est inaugurée le 15 août 1884. La bâtiment voyageurs actuel date de 2007. Son design est récompensé par un Brunel Award en 2011.

## Service des voyageurs

### Accueil
La gare dispose d'un bâtiment voyageurs, avec guichets, ouvert tous les jours.

### Desserte
- Ligne principale Hakodate :
  - voies 1, 3, 4 et 7 : direction Sapporo et Otaru
  - voies 3, 6 et 7 : direction Takikawa, Asahikawa, Abashiri et Wakkanai
- Ligne principale Muroran :
  - voies 1 et 3 : direction Oiwake et Tomakomai